# Вургарели
Вургарели или Вулгарели (на гръцки: Βουργαρέλι, до 1951 година Βουλγαρέλι, Вулгарели, катаревуса Βουλγαρέλιον, Вулгарелион, до 1980 година Δροσοπηγή, Дросопиги) е село в Северозападна Гърция, дем Централна Дзумерка, област Епир. Селото е разположено високо на югоизточните склонове на планината Дзумерка. Според преброяването от 2001 година населението му е 449 души.

## Забележителности
Селото е известно със средновековната си Червена църква (Кокини Еклисия, Богородица Белас), която е от 1281 година и има забележителна архитектурна прилика с охридската „Света Богородица Перивлепта“ и може би е дело на едни и същи майстори. Край селото е и средновековният манастир „Свети Георги“ със стенописи в църквата от 1714 година.